# Opius hauca
Opius hauca är en stekelart som beskrevs av Fischer 1968. Opius hauca ingår i släktet Opius och familjen bracksteklar. Inga underarter finns listade i Catalogue of Life.